# Bromid měďnatý
Bromid měďnatý je chemická sloučenina s vzorcem CuBr2, využívá se při vyvolávání fotografií a jako bromační činidlo v organické syntéze.
Také se využívá při konstrukci měděného laseru, kde jsou páry bromidu měďnatého vytvářeny in-situ reakcí bromovodíku s kovovou mědí. Laser produkuje žluté nebo zelené světlo a využívá se v dermatologických aplikacích.

## Syntéza
Bromid měďnatý lze připravit reakcí oxidu měďnatého s bromovodíkem:
CuO + 2HBr → CuBr2 + H2O
Produkt je následně přečištěn krystalizací z vody, zbytky bromidu měďného jsou odstraněny filtrací a produkt je zakoncentrován ve vakuu. Suší se pomocí oxidu fosforečného.

## Reakce
Při zahřátí se rozkládá za vzniku bromidu měďného a bromu:
CuBr2 → CuBr + Br2
V roztoku chloroformu a ethylacetátu reaguje s ketony za vzniku α-bromovaných ketonů.